# Torneio de xadrez de Szirák de 1987
O Torneio de xadrez de Szirák de 1987 foi um dos três torneios interzonais realizados com o objetivo de selecionar dois jogadores para participar do Torneio de Candidatos de 1989, que foi o Torneio de Candidatos do ciclo 1987-1990 para escolha do desafiante ao título no Campeonato Mundial de Xadrez de 1990. A competição foi realizada na cidade de Szirák (atual Hungria)  de 17 de julho a 10 de agosto e teve como vencedor Valery Salov.

## Tabela de resultados[1][3]
Os nomes em fundo verde claro indicam os jogadores que participaram do torneio de Candidatos do ano seguinte:
|    |                           | Rating | 1 | 2 | 3 | 4 | 5 | 6 | 7 | 8 | 9 | 10 | 11 | 12 | 13 | 14 | 15 | 16 | 17 | 18 | Total | Tie break |
| -- | ------------------------- | ------ | - | - | - | - | - | - | - | - | - | -- | -- | -- | -- | -- | -- | -- | -- | -- | ----- | --------- |
| 1  | URS Valery Salov          | 2575   | - | ½ | ½ | ½ | 1 | 1 | ½ | 1 | ½ | 0  | ½  | 1  | 1  | ½  | 1  | 1  | 1  | 1  | 12½   | 97.25     |
| 2  | ISL Jóhann Hjartarson     | 2550   | ½ | - | ½ | ½ | ½ | ½ | 1 | 1 | ½ | 1  | 1  | ½  | 0  | 1  | 1  | 1  | 1  | 1  | 12½   | 96.50     |
| 3  | HUN Lajos Portisch        | 2615   | ½ | ½ | - | ½ | 1 | ½ | 0 | 1 | 1 | 1  | 1  | 1  | 1  | 1  | ½  | ½  | ½  | ½  | 12    | 98.50     |
| 4  | ENG John Nunn             | 2585   | ½ | ½ | ½ | - | ½ | 0 | 1 | ½ | 1 | 1  | 1  | 1  | ½  | 1  | 0  | 1  | 1  | 1  | 12    | 92.50     |
| 5  | URS Alexander Beliavsky   | 2630   | 0 | ½ | 0 | ½ | - | ½ | ½ | ½ | ½ | 1  | ½  | 1  | ½  | 1  | 1  | 1  | 1  | 1  | 11    |           |
| 6  | SWE Ulf Andersson         | 2600   | 0 | ½ | ½ | 1 | ½ | - | ½ | 1 | ½ | ½  | ½  | ½  | 1  | 1  | ½  | ½  | ½  | 1  | 10½   |           |
| 7  | YUG Ljubomir Ljubojević   | 2625   | ½ | 0 | 1 | 0 | ½ | ½ | - | ½ | ½ | ½  | 1  | ½  | ½  | 1  | 1  | ½  | ½  | 1  | 10    |           |
| 8  | EUA Larry Christiansen    | 2575   | 0 | 0 | 0 | ½ | ½ | 0 | ½ | - | ½ | 1  | ½  | 1  | 1  | 0  | 1  | ½  | 1  | 1  | 9     |           |
| 9  | EUA Joel Benjamin         | 2575   | ½ | ½ | 0 | 0 | ½ | ½ | ½ | ½ | - | 0  | ½  | ½  | 1  | 0  | ½  | 1  | 1  | 1  | 8½    | 61.75     |
| 10 | YUG Miodrag Todorcevic    | 2475   | 1 | 0 | 0 | 0 | 0 | ½ | ½ | 0 | 1 | -  | 1  | 0  | ½  | 0  | 1  | 1  | 1  | 1  | 8½    | 59.75     |
| 11 | ROM Mihail Marin          | 2475   | ½ | 0 | 0 | 0 | ½ | ½ | 0 | ½ | ½ | 0  | -  | 1  | ½  | ½  | 1  | ½  | ½  | 1  | 7½    | 52.75     |
| 12 | YUG Dragoljub Velimirović | 2520   | 0 | ½ | 0 | 0 | 0 | ½ | ½ | 0 | ½ | 1  | 0  | -  | 1  | ½  | 1  | 0  | 1  | 1  | 7½    | 51.75     |
| 13 | HUN András Adorján        | 2540   | 0 | 1 | 0 | ½ | ½ | 0 | ½ | 0 | 0 | ½  | ½  | 0  | -  | 1  | ½  | ½  | 1  | ½  | 7     | 55.00     |
| 14 | BRA Gilberto Milos        | 2495   | ½ | 0 | 0 | 0 | 0 | 0 | 0 | 1 | 1 | 1  | ½  | ½  | 0  | -  | ½  | 1  | 0  | 1  | 7     | 49.75     |
| 15 | ENG Glenn Flear           | 2480   | 0 | 0 | ½ | 1 | 0 | ½ | 0 | 0 | ½ | 0  | 0  | 0  | ½  | ½  | -  | ½  | 1  | 1  | 6     |           |
| 16 | ESP Jesús de la Villa     | 2485   | 0 | 0 | ½ | 0 | 0 | ½ | ½ | ½ | 0 | 0  | ½  | 1  | ½  | 0  | ½  | -  | 0  | 1  | 5½    |           |
| 17 | TUN Slim Bouaziz          | 2370   | 0 | 0 | ½ | 0 | 0 | ½ | ½ | 0 | 0 | 0  | ½  | 0  | 0  | 1  | 0  | 1  | -  | ½  | 4½    |           |
| 18 | CAN Denis Allan           | 2310   | 0 | 0 | ½ | 0 | 0 | 0 | 0 | 0 | 0 | 0  | 0  | 0  | ½  | 0  | 0  | 0  | ½  | -  | 1½    |           |